# تشيك بوست

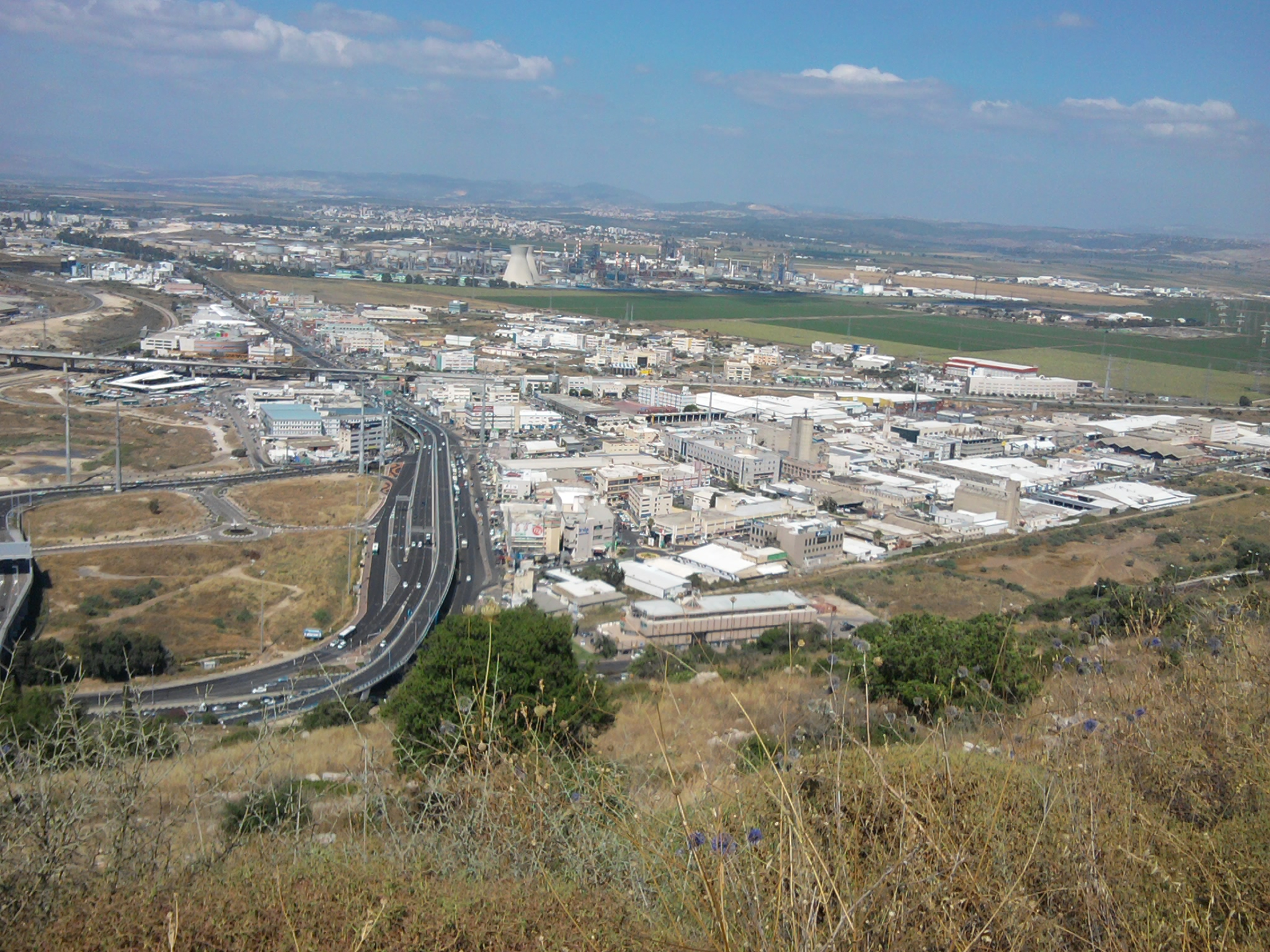
منظر عام لمنطقة تشيك بوست في حيفا

تشيك بوست (بالعبرية: צ'ק פוסט) هي منطقة صناعية تجارية تقع في حيفا وتحديدًا جنوب خليج حيفا. يحدها شمالًا نهر المقطع، وغربًا سكة الحديد الساحلية والبلدة التحتى، وجنوبًا نيشر ونيفي شأنان، وشرقًا مجلس زيفولون الإقليمي.

## تاريخ
لم تكن منطقة تشيك بوست مأهولةً في عهد الانتداب البريطاني، وليس قبل ذلك على الأغلب، ولكن كانت تقع في جوارها القريتين حواسة وبلد الشيخ. كانت تشيك بوست بمثابة واجهة ومدخل لوسط حيفا من الشرق والشمال. سُمِّي المكان على اسم مُفترق طُرق رئيسي فيه.
بين سنوات الستينيات والثمانينات أُنشئ الكثير من الورش الحرفية مثل تصليح السيارات والحدادة وغيرها. بعدها سُميت الشوارع هُناك.
في العقد الأول من القرن 21 مُهدت الطرق السريعة داخل المنطقة، وبدأت عمليات إخلاء المصانع الملوثة.

## مواصلات
يُشكل تقاطع تشيك بوست التاريخي التقاءً بين الطريق السريع 4 وطريق 752. في عام 2009 قرب التقاطع اُكتملت أعمال حفر المدخل الشرقي لأنفاق الكرمل التي اُفتتحت لحركة المرور في أواخر 2010. حسب خطة بناء نظام التلفريك «رخبليت» ستكون المحطة السفلية منه في تشيك بوست والعليا في جامعة حيفا. تخدم المنطقة بأكملها محطة قطار مركزية همفراتس بالإضافة إلى محطة الحافلات عند مبدل الطرق كيشون حيث من هناك تبدأ طريق 75. على مقربةٍ من تقاطع تشيك بوست لا تزال بقايا سكة حديد المرج التاريخية التي كانت موازية لمسار طريق 752 (المؤدي إلى الناصرة) في طريقها شرقًا ظاهرة للعيان.